# Chiesa dei Santi Pietro e Paolo (Arezzo)
La chiesa dei Santi Pietro e Paolo è una chiesa di Arezzo, situata nella frazione di Campoluci.

## Storia e descrizione
Costruito nel 1755, l'edificio ha sostituito l'antica chiesa parrocchiale di San Pietro di Nofio. Consona al gusto settecentesco aretino è la facciata, caratterizzata dal portale sormontato da una finestra squadrata. La pianta interna è ad una sola navata con decorazioni novecentesche.